# Frères des Hommes
 (octobre 2023).
 (avril 2012).
Si vous disposez d'ouvrages ou d'articles de référence ou si vous connaissez des sites web de qualité traitant du thème abordé ici, merci de compléter l'article en donnant les références utiles à sa vérifiabilité et en les liant à la section « Notes et références ».
Pour les articles homonymes, voir FDH.
Frères des Hommes est une association française créée en 1965, à l'initiative d'Armand Marquiset, indépendante de tout parti politique et syndicat.

## Acteur de transformation sociale
Face à un système politique, économique et social qui génère inégalités et exclusions, Frères des Hommes s’est fixé comme mission d’être acteur de transformation sociale en France et à l’étranger. À l’étranger, Frères des Hommes et ses partenaires accompagnent des populations en situation de vulnérabilité et les aident à s’émanciper, grâce des formations techniques, citoyennes ou politiques et à leur organisation en collectif. En France, Frères des Hommes est une association militante qui accueille des personnes souhaitant s’engager dans des actions de solidarité internationale et dans des actions en France, contribuant à la transformation sociale.

## Domaines d’engagement
Frères des Hommes est engagée dans  : 
- Des agricultures paysannes et écologiques
- Une économie sociale et solidaire
- Une société inclusive, respectueuse de toutes et tous
- Les droits fondamentaux
- L’éducation populaire et la participation de la population à la transformation sociale
- Un développement durable porteur de justice sociale, environnementale et climatique

## Partenaires
Frères des Hommes et ses partenaires sont présents :
- Au Pérou
- En Bolivie
- En Haïti
- Au Sénégal
- En République démocratique du Congo
- Au Rwanda
- En Inde

En France les équipes locales de Frères des Hommes sont mobilisées à :
- Bordeaux
- Nantes
- Paris
- Saint-Étienne
- Vire
- Bouffémont
- Thouaré-sur-Loire
- Tours
- Versailles

## Une alliance
Les femmes et les hommes qui rejoignent Frères des Hommes font le choix d’une alliance fondée sur la volonté de ne pas reproduire des rapports de domination, dans une société basée sur la justice sociale et environnementale.
- Les donateurs : La générosité au cœur de Frères des Hommes
- Les lanceurs de solidarité : La Fabrique solidaire
- Les Pépins (porteurs de projet) et les tuteurs bénévoles : La Pépinière de la solidarité internationale
- Les adhérents et administrateurs : La gouvernance participative

## L’évolution de Frères des Hommes
Aider, former et témoigner
La démarche initiale des fondateurs et des premiers donateurs en 1965 a été de soulager la misère par une aide directe aux plus pauvres sur les trois continents. Mais rapidement, Frères des Hommes a souhaité aussi s’attaquer aux causes de la pauvreté. Son intervention a évolué, privilégiant le transfert de technologies grâce à l’envoi de volontaires. Leur mission était de vivre avec les populations les plus pauvres et de les former. Il s’agissait alors de combler leur retard de développement et de leur donner les moyens de sortir par elles-mêmes de la pauvreté.  À ce moment, Frères des Hommes prend toute la mesure de la nécessité de s’engager dans la durée. Pour épauler cette solidarité internationale, les militants bénévoles en France se regroupent en équipes locales. Leur mission était de témoigner des réalités des pays où Frères des Hommes intervenait et de solliciter des soutiens pour prolonger l’action.
Renforcer les organisations et sensibiliser
Dans les années 1980, Frères des Hommes prend conscience des limites de l’action formative seule. Dans les différents pays, la lutte contre la pauvreté rencontre des résistances politiques et sociales. Pour y faire face les populations doivent s’organiser collectivement. Frères des Hommes s’adapte : le partenariat avec des organisations travaillant « pour et avec » les populations les plus pauvres devient le socle de ses actions. Les volontaires se retirent et est favorisée l’émergence d'acteurs des sociétés civiles compétents et représentatifs. En France, la vie associative et militante se structure autour des premières campagnes de sensibilisation sur les liens entre la pauvreté et le mode de vie en France. La campagne « Ici mieux se nourrir, là-bas vaincre la faim » en est une incarnation forte. Frères des Hommes met en avant sa vie associative en valorisant les initiatives locales et en affirmant son indépendance politique.
Travailler ensemble et accompagner l’engagement
Aujourd’hui Frères des Hommes est au cœur d’un collectif international d’organisations partenaires engagées dans des dynamiques de transformation sociale dans leurs pays respectifs. Grâce au soutien fidèle des donateurs, les salariés et volontaires s’engagent dans des projets d’action avec ces organisations et leur donnent les moyens d’agir. En France, à travers un réseau de bénévoles et ses équipes locales, Frères des Hommes accompagne l’engagement citoyen dans la solidarité internationale. Tant en France qu’à l’international, la formation est un des leviers d’action essentiels dans lequel Frères des Hommes s’investit.